# Jozef Lieckens
Jozef ("Jef") Lieckens (Nijlen, 26 maart 1959) is een voormalig Belgisch wielrenner. 
Lieckens werd prof in 1981. In zijn eerste jaar als beroepsrenner won hij de GP Fourmies. In 1984 won Lieckens twee etappes in de Ronde van Spanje en in 1985 won hij de rode trui voor de tussensprints in de Ronde van Frankrijk. Een jaar later moest hij de groene trui in de Tour aan landgenoot Eric Vanderaerden laten. Ook in andere rittenkoersen pakte de rappe Lieckens zijn overwinningen mee. 
Tegenwoordig woont Jef Lieckens in Itegem. Hij was een tijdlang gemeenteraadslid voor de sp.a in Heist-op-den-Berg.

## Belangrijkste overwinningen
1981
- GP Fourmies
- Circuit Franco-Belge
- Parijs-Troyes

1982
- 4e etappe Ronde van de Middellandse Zee

1984
- 3e etappe Ronde van Spanje
- 5e etappe Ronde van Spanje

1985
- GP Jef Scherens
- 5e etappe Ronde van België
- Rode trui Ronde van Frankrijk
- Eindklassement Ronde van de Oise

1986
- 2e etappe Driedaagse van De Panne
- Omloop der Vlaamse Ardennen Ichtegem
- 2e etappe Ronde van Luxemburg
- 5e etappe Ronde van België
- GP Fourmies
- GP Jef Scherens

1987
- 4e etappe Vierdaagse van Duinkerke
- 2e en 5e etappe Ronde van Luxemburg

1988
- 6e etappe B Vierdaagse van Duinkerke

## Resultaten in voornaamste wedstrijden
| Jaar | Ronde van Italië | Ronde van Frankrijk | Ronde van Spanje |
| ---- | ---------------- | ------------------- | ---------------- |
| 1981 |                  |                     |                  |
| 1983 |                  |                     |                  |
| 1984 |                  |                     | 73e (2)          |
| 1985 |                  | 130e                |                  |
| 1986 |                  | 129e                |                  |
| 1987 |                  | 132e                |                  |
| 1988 |                  |                     |                  |
| 1989 | opgave           | buiten tijd         |                  |
| 1990 |                  |                     |                  |
| 1991 |                  |                     |                  |

| Jaar | Milaan-San Remo | Gent-Wevelgem | Ronde van Vlaanderen | Parijs-Roubaix | Amstel Gold Race | E3 Harelbeke | Omloop Het Volk | Parijs-Brussel |  | WK op de weg |
| ---- | --------------- | ------------- | -------------------- | -------------- | ---------------- | ------------ | --------------- | -------------- |  | ------------ |
| 1981 |                 |               |                      |                |                  |              |                 | 32e            |  |              |
| 1983 | 79e             | 19e           |                      | 18e            | 48e              |              | 8e              |                |  |              |
| 1984 |                 |               | 13e                  |                |                  |              |                 |                |  |              |
| 1985 | 15e             | 6e            | 5e                   | 7e             | ↑                | ↑            | Brons           | 4e             |  |              |
| 1986 |                 |               |                      |                | 16e              |              |                 | 51e            |  |              |
| 1987 | 136e            | 34e           | 16e                  | 22e            |                  | 12e          |                 | Zilver         |  | 71e          |
| 1988 | 75e             |               | 17e                  |                | 33e              | 6e           |                 |                |  |              |
| 1989 |                 | 10e           | 11e                  | 13e            | 8e               |              |                 |                |  |              |
| 1990 |                 |               | 55e                  |                |                  | 13e          |                 | 49e            |  |              |
| 1991 |                 |               |                      |                |                  |              | 13e             |                |  |              |